# Ostreoida
Ostreoida – rząd małży (Bivalvia) nitkoskrzelnych. Obejmuje gatunki osiadłe, przymocowane do podłoża dolną (lewą) połówką muszli. Muszle w zarysie koliste lub owalne, zwykle pokryte falistymi łuskami na powierzchni zewnętrznej. Zamek muszli bez zębów, więzadło położone w trójkątnym rowku.
Rodziny współcześnie żyjących gatunków: 
- Gryphaeidae
- Ostreidae – ostrygowate

Najstarsi przedstawiciele rzędu znani są z wczesnego triasu. Autorem rewizji taksonomicznej wszystkich kopalnych rodzajów Ostreida był Henryk Stenzel.